# Szaszaki Só
Szaszaki Só (佐々木 翔; Hepburn: Sasaki Sho) (Kanagava prefektúra, 1989. október 2. –) japán válogatott labdarúgó.

## Klub
A labdarúgást a Ventforet Kofu csapatában kezdte. 102 bajnoki mérkőzésen lépett pályára és 8 gólt szerzett. 2015-ben a Sanfrecce Hiroshima csapatához szerződött.

## Nemzeti válogatott
2018-ban debütált a japán válogatottban, és tagja volt a 2019-es Ázsia kupára kihirdetett keretnek. A japán válogatottban eddig 6 mérkőzést játszott.

## Statisztika
| Japán válogatott | Japán válogatott | Japán válogatott |
| Időszak          | Mérk.            | gól              |
| ---------------- | ---------------- | ---------------- |
| 2018             | 3                | 0                |
| 2019             | 3                | 0                |
| Összesen         | 6                | 0                |

## Sikerei, díjai
Klub
- Japán bajnokság: 2015